# Hollóének Hungarica
A Hollóének Hungarica Régizene Együttes középkori zenét játszó magyar zenekar. Eredeti középkori dallamok mellett modern átdolgozásokat is előadnak népzenei, világzenei stílusban. Hagyományőrző eseményeken lépnek fel Európa-szerte.

## Hangszerek
Az együttes egyik meghatározó karaktere a középkori, vagy középkori hangzást utánzó hangszerek választása. Ezek a régimódi hangszerek nem készülnek tömegtermelésben, mesterek felkérésével, egyedileg készültek. Mivel a zenekar gyakran lép fel utcán és szabadtéren, a hangszereik néhány anyaga nem eredeti hanem modern, időjárás álló.
Fúvós hangszerek: Középkori duda, spanyol duda, skót duda, gemshorn, középkori síp; Schalmei
Húros hangszerek: tekerőlant, buzuki, lant, hegedű; ciszter.
Ütősök: davul, darbuka, djembe, csörgők

## Története
2003-ban bajvívó csoportként alakultak Bálint Lajos kezdeményezésére, akit a Visegrádi palotajátékok inspirált a középkori kultúra és hangulat felelevenítésére. A fejlődő előadások során hiányolták az odaillő középkori élőzenét így 2005-ben zenekarrá alakultak.  Az első években a középkori dudák, hegedű, tekerőlant, dob és furulya voltak a jellemző hangszerek, a repertoár középkori udvari zenékből állt, például Carmina Burana gyűjteményből merítve. A Hungarica egy német fesztiválon került az eredeti "Hollóének" elnevezés mellé, mely így a külföldiek számára is azonosíthatóvá vált. A Szárnyalás album megjelenése után a zenekar bővítette hangzását lanttal, pergődobokkal és középkori síppal. A következő albumon a hangszeres zene került előtérbe. Várjátékok, középkori vásárok és hagyományőrző rendezvényeken tartott nagy sikerű előadásaik miatt visszatérő fellépők és az ebből fakadó további meghívások során Európa szinte minden országába eljutottak az évek során. A külföldi zenekarokkal és külföldi fellépések révén további dallamokat sajátítottak el, így török, skandináv, moldvai zenéket.

## Kiadott albumok
A zenei felvételeket és terjesztést is a zenekar saját erőből végzi.
- Szárnyalás (2007) – CD
- Mors in Virgo (2010) – CD
- Hollóének (2013) – CD
- Medvetánc (2017) – CD
- Equinox (2019)

## Zenekar tagjai
- Bálint Lajos – duda, gemshorn, ének
- Béke Csaba – tekerőlant, buzuki, lant, ének
- Donkó Péter – dobok
- Fábián Ágnes – hegedű, ének, középkori síp
- Papp László dobok
- Jánossy György ciszter és ének
- Pálvölgyi Ferencz – duda
- Pásztor Dániel – duda
- Szeniczey Csaba dobok
- Vass Márton – dobok

### Korábbi tagok, közreműködők
- Arany Zoltán – tekerőlant, duda, furulya, ének
- Dickmann Roland – duda, furulya, lant, ének
- Borsos Péter – dobok
- Fagyas Róbert  – dobok
- Koczkás Zsolt – dobok
- Koller Péter
- László Laba Attila
- Sós István József
- Simonyi Vilmos
- Madai Anita – hegedű, ének, középkori síp, duda